# Banque et Caisse d'Épargne de l'État
Spuerkeess na língua luxemburguesa, em francês, Banque et Caisse d'Épargne de l'État, é a principal instituição financeira nacional fundada em 1856 e regida pela lei de 24 de março de 1989. O BCEE é um banco comercial de propriedade integral do Estado luxemburguês.
Atualmente, ele fornece todas as funções de um banco comercial, incluindo bancos de varejo e bancos privados. Em termos de ativos totais, o BCEE é o terceiro maior banco do Luxemburgo e o maior banco com capital nacional.

## História
Spuerkees foi fundada pelo Grão-Duque William III como "Caisse d'Épargne do Estado do Grão-Ducado do Luxemburgo" devido a uma lei de 21 de fevereiro de 1856. O conselho de administração tinha três membros e teve sua primeira reunião em 18 de agosto de 1859, sob a presidência do professor Nicolas Martha. Na época, a sede dos Spuerkees ficava em Haus Ketter, em Dräikinneksgaass, na cidade, enquanto seus escritórios estavam em Krautmaart, na sede da comissão do governo, hoje o Palais.
Desde 1862, era permitido que estrangeiros pudessem depositar seu dinheiro nos Spuerkees. A confiança do público era alta desde o primeiro dia, um dos motivos pelos quais o depósito já atingiu um milhão de francos em 1869.

## Prêmios
- "Prêmio do Banco Mais Seguro" 2011/2012/2013/2014/2015/2016: O BCEE foi classificado entre os 10 bancos mais seguros do mundo pela revista Global Finance;
- "Best Bank Award - Luxembourg" 2005/2009/2010/2011/2012/2013/2014/2015/2016/2017/2018 pela revista Global Finance;
- "Melhor Banco da Internet para Consumidores - Luxemburgo" 2007 pela revista Global Finance;
- "Banco do ano - Luxemburgo" 2005/2006/2008/2009/2010/2013/2014 pela revista The Banker;
- "Partner Luxembourg E-Commerce" 2005, da Chambre de Commerce, em colaboração com o CRP Henri Tudor e os países do Ministério da Economia e Comércio Exterior;
- "Prémio Santé et Entreprises - Luxembourg" 2006/2009 pelo Club Européen pour la Santé;
- "Grand Prix Paperjam RH" 2010 por seu projeto Program d'accueil et d'intégration Pool GDP;
- "Empresa Social Responsável - ESR" 2012/2015 pelo Instituto Nacional para o Desenvolvimento Durável e Responsabilidade das Empresas;
- "Green Facility Management Award 2013" e "Green Finance Award 2014".